# The Centrale
The Centrale, kallas även 138 East 50th Street, är en skyskrapa som ligger på Manhattan i New York, New York i USA.
Byggnaden uppfördes mellan 2016 och 2019 som en fastighet för bostäder. Den är 244,8 meter hög och har 64 våningar.